# Laura Nikolich
Laura Nikolich (nacida como Laura Lyon) (Charleston, Virginia Occidental, 25 de junio de 1954-4 de julio de 2024) fue una diseñadora de videojuegos y desarrolladora de software estadounidense, que trabajó para Parker Brothers a principios de la década de 1980, donde fue la única desarrolladora del juego Spider-Man de Atari 2600 de 1982 y programó la versión de ColecoVision de Frogger II: ThreeeDeep!.

## Educación
Laura Nikolich se graduó en 1976 con una licenciatura en tecnología de ingeniería de la Universidad del Sur de Florida. Aprendió lenguaje ensamblador, que utilizó para la tecnología de buscapersonas en Motorola. La programación en tiempo real en lenguaje ensamblador le proporcionó habilidades útiles para la emergente industria de los videojuegos.

## Carrera
Laura Nikolich fue la quinta programadora contratada en Parker Brothers en 1981 y la cuarta contratada para el desarrollo de Atari 2600. Nikolich trabajó solo durante seis meses en el primer juego basado en Spider-Man. Trabajando con las limitaciones del sistema, lo diseñó como un juego de desplazamiento vertical, lo cual fue un desafío para crear. Spider-Man se estrenó en 1982, se promocionó a través de comerciales de televisión y fue un éxito.
Después de Spider-Man, Nikolich desarrolló un juego de los Osos Amorosos, que nunca fue lanzado. El juego fue abandonado porque, según Nikolich, “el departamento de marketing no sabía lo que querían”. Nikolich estaba muy orgullosa de su trabajo en Care Bears debido a sus desafíos técnicos. Su trabajo en la manipulación de los sprites hizo que el diseño fuera más vivo e impresionó a la gente.

## Juegos
- Spider-Man, Atari 2600, Parker Brothers (1982)
- Frogger II: ThreeeDeep!, ColecoVision, Parker Brothers (1984)

### Inédito
- Care Bears, Atari 2600, Parker Brothers (1983)
- Orbit, ColecoVision, Parker Brothers (1983)